# الثورة الفرنسية (1848)
ثورة عام 1848 في فرنسا، وتُعرف أحيانًا بثورة فبراير، كانت واحدة من موجة ثورات عام 1848 في أوروبا. قادت الأحداث الثورية في فرنسا إلى إنهاء ملكية يوليو (من عام 1830 – حتى عام 1848) وإنشاء الجمهورية الفرنسية الثانية.
عقب الإطاحة بالملك لويس فيليب الأول في فبراير من عام 1848، حكمت الحكومة المُنتخبة للجمهورية الثانية فرنسا. في الأشهر التالية، قادت الحكومة نهجًا تحوّل ليصبح أكثر محافظةً. في يوم 23 يونيو من عام 1848، بدأ شعب باريس عصيانًا، عُرف لاحقًا باسم انتفاضة أيام يونيو؛ تمرد دموي قام به العمال معارضةً لتحول نهج الجمهورية إلى الفكر المحافظ لكنه فشل. في يوم 2 ديسمبر من عام 1848، انتُخب لويس نابليون بونابارت رئيسًا للجمهورية الثانية، معتمدًا على دعم الفلاحين بصورة كبيرة. وبعد ثلاث سنوات بالضبط، علّق المجلس المنتخب، وأعلن قيام الإمبراطورية الفرنسية الثانية التي استمرت حتى عام 1870. استمر لويس نابليون حتى أصبح آخر ملك فرنسي فعلي.
طرحت ثورة فبراير مبدأ «الحق في العمل»، وأنشأت حكومتها القائمة حديثًا «ورشات عمل وطنية» للعاطلين عن العمل. في الوقت نفسه، أُسس نوع من البرلمانات الصناعية في قصر لوكسمبورغ، يرأسه لويس بلانك، وكان هدفه تحضير مخطط لتنظيم العمالة. أدت هذه التوترات بين الأورلانديين (داعمو حق سلالة فيليب الأول دوق أورليان بالعرش الفرنسي) الليبراليين والجمهوريين الراديكاليين والاشتراكيين إلى قيام انتفاضة أيام يونيو.

## خلفية
تحت امتياز عام 1814، حكم الملك لويس الثامن عشر فرنسا بصفته رئيس ملكية دستورية. عند موته، اعتلى أخوه، كونت أرتوا، العرش عام 1824 باسم شارل العاشر، مدعومًا من الملكيين المتطرفين. كان شارل العاشر ملكًا رجعيًا مكروهًا للغاية، وكانت تطلعاته أكبر بكثير من تطلعات شقيقه الراحل. لم يرغب بالحكم ملكًا دستوريًا، واتخذ خطوات متنوعة لتعزيز سلطته الشخصية بصفته ملكًا وإضعاف سلطة مجلس النواب.
في عام 1830، أصدر شارل العاشر ملك فرنسا، ويُفترض أن ذلك جرى بتحريض من أحد كبار مستشاريه، الأمير جول دو بوليناك، مراسيم سان كلود الأربعة. ألغت هذه المراسيم حرية الصحافة وخفضت عدد الناخبين بنسبة 75% وحلّت مجلس النواب. أثار هذا التصرف رد فعل مباشر عند المواطنين الذين ثاروا ضد الحكم الملكي في ثورة الثلاثة المجيدة بين 26 و29 يوليو من عام 1830. أُجبر شارل على التنصّل من العرش والفرار من باريس إلى المملكة المتحدة. نتيجة لذلك، تولى لويس فيليب الأول، الذي كان من الفرع الأورلياني، زمام السلطة، واستبدل بالامتياز القديم امتياز عام 1830، وأصبح حكمه معروفًا باسم ملكية يوليو.
جلس لويس فيليب، الملقب بـ«الملك البرجوازي»، على رأس دولة ليبرالية معتدلة تقودها النُخب المتعلمة بصورة أساسية. بدعم من الأورلانديين، عارضه الشرعيون (المتطرفون الملكيون سابقًا) من يمنة والجمهوريون والاشتراكيون من يسرة. كان لويس فيليب رجل أعمال محترفًا وأصبح، عبر أعماله التجارية، واحدًا من أغنى الرجال في فرنسا. رغم ذلك، رأى لويس فيليب نفسه تجسيدًا ناجحًا لـ«رجل الأعمال الصغير» (برجوازي صغير). بناءً على ذلك، لم يحبذ فيليب وحكومته الأعمال التجارية الكبيرة (البرجوازية)، خصوصًا القسم الصناعي للبرجوازية الفرنسية. لكن لويس فيليب، على الرغم من ذلك، دعم المصرفيين سواء كانوا كبارًا أو صغارًا. في الواقع، عند بداية حكمه في عام 1830، قال جاك ليفيت، وهو مصرفي وسياسي ليبرالي دعم وصول فيليب إلى العرش، «من الآن فصاعدًا، سيحكم المصرفيون». وعليه، خلال حكم لويس فيليب، مال «الأرستقراطيون الماديون» المحظيون، مثل المصرفيين، وأقطاب سوق الأسهم، وبارونات السكك الحديدية، وملّاك مناجم الفحم ومناجم خام الحديد والغابات، وكل ملاك الأراضي المشتركين معهم، إلى دعمه، بينما كان القسم الصناعي من البرجوازية، الذي ربما امتلك الأراضي التي تقوم عليها مصانعهم لا أكثر، مكروهًا من قبل لويس فيليب ومال فعليًا إلى الوقوف في جانب الطبقة الوسطى والطبقة العاملة في معارضة لويس فيليب في مجلس النواب. بطبيعة الحال، فُضلت ملكية الأراضي، ونتج عن النخبوية حرمان الكثير من الطبقة الوسطى والعاملة من حق التصويت.
بحلول عام 1848، بلغت نسبة الحائزين على حق التصويت من تعداد السكان نحو واحد في المئة فقط. على الرغم من أن فرنسا وقتها كانت قد أجازت حرية الصحافة والمحاكمة أمام هيئة محلفين، لكن كان حق التصويت حكرًا على ملّاك الأراضي، الأمر الذي أدى إلى عزل البرجوازية الصغيرة، بل وحتى البرجوازية الصناعية، من الحكومة. كان يُنظر إلى لويس فيليب على أنه غير مكترث عمومًا لحاجات المجتمع، خصوصًا من وجهة نظر أعضاء الطبقة الوسطى الذين استُبعدوا من مسرح السياسة. في أوائل عام 1848، انقلب بعض الأورلانديين الليبراليين، مثل أدولف تيير، ضد لويس فيليب، مدفوعون بخيبة أملهم إثر معارضته النظام البرلماني. تطورت حركة إصلاح في فرنسا حثت الحكومة على توسيع دائرة الحق الانتخابي، تمامًا مثلما فعلت المملكة المتحدة لبريطانيا العظمى وأيرلندا في قانون الإصلاح لعام 1832. تجمع ديمقراطيو حركة الإصلاح الأكثر راديكاليةً حول جريدة الإصلاح؛ أما الجمهوريون الأكثر حداثة والمعارضة الليبرالية، فقد احتشدوا حول جريدة الوطني. بدءًا من يوليو عام 1847، بدأ الإصلاحيون من مختلف الاتجاهات باستضافة «مآدب» شُربت عليها أنخاب بصحة «الجمهورية الفرنسية»، و«حرية، مساواة، أخوة»، إلخ. أصمّ لويس فيليب أذنيه عن حركة الإصلاح، واستمر الاستياء بالنمو بين قطاعات واسعة من الشعب الفرنسي. أطلق الاستياء الاجتماعي والسياسي شرارة الثورات في فرنسا في عامي 1830 و1848، الأمر الذي ألهم بدوره الثورات في أجزاء أخرى من أوروبا. فقد العمال وظائفهم، وارتفعت أسعار الخبز، واتهم الشعب الحكومة بالفساد. ثار الفرنسيون وأنشؤوا جمهورية. قادت النجاحات الفرنسية إلى ثورات أخرى من بينها ثورة أولئك الذين أرادوا الراحة من المعاناة التي سببتها الثورة الصناعية، وظهرت النزعة القومية أملًا بالتحرر من الحكام الأجانب.
أشار أليكس دو توكفيل، «إننا نائمون سويًا في بركان ... رياح الثورة تهب، والعاصفة في الأفق». ونتيجة افتقارهم إلى شروط التملّك الذي سبب حرمانهم من التصويت، كانت الطبقات الدنيا على وشك الثورة.